# Dyscia malatyana
Dyscia malatyana är en fjärilsart som beskrevs av Eugen Wehrli 1934. Dyscia malatyana ingår i släktet Dyscia och familjen mätare. Inga underarter finns listade i Catalogue of Life.